# Ari-Pekka Nikkola
Ari-Pekka Nikkola (Kuopio, 16 de mayo de 1959) es un deportista finlandés que compitió en salto en esquí. 
Participó en cuatro Juegos Olímpicos de Invierno, entre los años 1988 y 1998, obteniendo dos medallas de oro en la prueba por equipo, en Calgary 1988 (junto con Matti Nykänen, Tuomo Ylipulli y Jari Puikkonen) y en Albertville 1992 (con Mika Laitinen, Risto Laakkonen y Toni Nieminen).
Ganó siete medallas en el Campeonato Mundial de Esquí Nórdico entre los años 1987 y 1997.

## Palmarés internacional
| Juegos Olímpicos   | Juegos Olímpicos       | Juegos Olímpicos  | Juegos Olímpicos |
| Año                | Lugar                  | Medalla           | Prueba           |
| ------------------ | ---------------------- | ----------------- | ---------------- |
| 1988               | Calgary (Canadá)       | Medalla de oro    | TG por equipos   |
| 1992               | Albertville (Francia)  | Medalla de oro    | TG por equipos   |
| Campeonato Mundial |                        |                   |                  |
| Año                | Lugar                  | Medalla           | Prueba           |
| 1987               | Oberstdorf (RFA)       | Medalla de oro    | TG por equipos   |
| 1989               | Lahti (Finlandia)      | Medalla de oro    | TG por equipos   |
| 1989               | Lahti (Finlandia)      | Medalla de plata  | TN individual    |
| 1991               | Val di Fiemme (Italia) | Medalla de plata  | TG por equipos   |
| 1991               | Val di Fiemme (Italia) | Medalla de bronce | TN individual    |
| 1995               | Thunder Bay (Canadá)   | Medalla de oro    | TG por equipos   |
| 1997               | Trondheim (Noruega)    | Medalla de oro    | TG por equipos   |